# Cantone di Cholet-2
Il Cantone di Cholet-2 è una divisione amministrativa dell'arrondissement di Cholet e dell'arrondissement di Saumur.
A seguito della riforma approvata con decreto del 26 febbraio 2014, che ha avuto attuazione dopo le elezioni dipartimentali del 2015, è passato da 9 a 25 comuni, più una frazione.

## Composizione
Oltre a parte della città di Cholet, i 9 comuni facenti parte prima della riforma del 2014 erano:
- Les Cerqueux
- Chanteloup-les-Bois
- Maulévrier
- Mazières-en-Mauges
- Nuaillé
- Toutlemonde
- Trémentines
- Vezins
- Yzernay

Dal 2015, oltre a parte della città di Cholet, i comuni appartenenti al cantone sono i seguenti 25:
- Cernusson
- Les Cerqueux
- Les Cerqueux-sous-Passavant
- Chanteloup-les-Bois
- Cléré-sur-Layon
- Coron
- La Fosse-de-Tigné
- Maulévrier
- Mazières-en-Mauges
- Montilliers
- Nuaillé
- Nueil-sur-Layon
- Passavant-sur-Layon
- La Plaine
- Saint-Paul-du-Bois
- Somloire
- Tancoigné
- La Tessoualle
- Tigné
- Toutlemonde
- Trémentines
- Trémont
- Vezins
- Vihiers
- Yzernay